# Ian Johnson (cầu thủ bóng đá, sinh năm 1975)
Ian Johnson (sinh ngày 1 tháng 9 năm 1975) là một cựu cầu thủ bóng đá chuyên nghiệp người Anh thi đấu ở vị trí tiền đạo.

## Sự nghiệp
Sinh ra ở Sunderland, Johnson có 4 lần ra sân ở Football League cho Middlesbrough và Bradford City. Sau đó ông thi đấu bóng đá non-league cho nhiều câu lạc bộ bao gồm Blyth Spartans, Durham City và Ashington.